# Hermann von Stutterheim (Jurist, 1843)

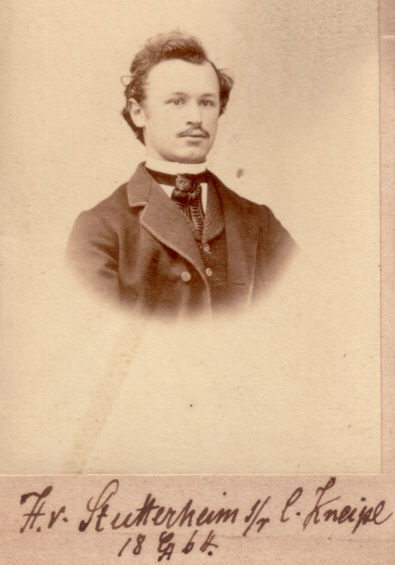
Hermann von Stutterheim (Student, Göttingen 1864)

Hermann Wilhelm Julius Eduard Florian von Stutterheim (* 7. Oktober 1843 in Holzminden; † 15. Januar 1909 in Braunschweig) war ein deutscher Jurist und Landgerichtsdirektor am Landgericht Braunschweig.

## Leben
Geboren wurde Hermann von Stutterheim als Sohn des damaligen Amtsrichters Hermann (August Adalbert Carl Eugen) von Stutterheim (1811–1881) in Holzminden. Dort besuchte er ab 1860 das Herzogliche Gymnasium, welches er 1863 mit dem Abitur Richtung Göttingen verließ, um das Studium der Rechtswissenschaften an der Georg-August-Universität aufzunehmen. In Göttingen trat er 1863 in die Verbindung und spätere Burschenschaft Holzminda ein, welcher er im Sommersemester 1866 vorstand. Nach bestandenem Examen (November 1866) wirkte er zunächst als Jurist beim Amtsgericht und bei der Staatsanwaltschaft in Holzminden, dann bei der Kreisdirektion und dem Kreisgericht in Wolfenbüttel. Als Einjährig-Freiwilliger diente er 1867/68 beim Braunschweigischen Infanterie-Regiment Nr. 92. Am Deutsch-Französischen Krieg nahm er als Reserveoffizier teil. 1873 wurde er als Amtsgerichtssekretär nach Braunschweig versetzt, wo er 1879 Amtsrichter, 1884 Landrichter und 1901 Landgerichtsdirektor wurde.
Am 1. Oktober 1882 heiratete er in Schickelsheim Anna (Auguste Helene) Cleve (* 11. Oktober 1857 in Rottorf bei Königslutter; † 13. Januar 1910 in Braunschweig). Aus dieser Ehe gingen drei Kinder hervor: zwei Mädchen und ein Junge. 1887 wurde sein gleichnamiger Sohn Hermann von Stutterheim geboren, ein deutscher Jurist und Ministerialbeamter.